# Чемпионат Европы по софтболу среди женщин 1990
7-й чемпионат Европы по софтболу среди женщин 1990 проводился в городе Генуя (Италия) с 29 августа по 2 сентября 1990 года с участием 8 команд.
В Италии женский чемпионат Европы проводился в 3-й раз, в городе Генуя — впервые.
Чемпионом Европы (в 6-й раз в своей истории) стала сборная Нидерландов, победив в финале сборную Бельгии. Третье место заняла сборная Италии.
Впервые в женском чемпионате Европы участвовала сборная Чехословакии.

## Итоговая классификация
| Место | Команда      |
| ----- | ------------ |
| 1     | Нидерланды   |
| 2     | Бельгия      |
| 3     | Италия       |
| 4     | Чехословакия |
| 5     | Швеция       |
| 6     | Франция      |
| 7     | Дания        |
| 8     | Германия     |